# Nassella gigantea
Nassella gigantea är en gräsart som först beskrevs av Ernst Gottlieb von Steudel, och fick sitt nu gällande namn av Muñoz-schick. Nassella gigantea ingår i släktet nassellor, och familjen gräs. Inga underarter finns listade i Catalogue of Life.